# Алтона (Виктория)
Алтона (англ. Altona) — пригород столицы штата Виктория, Австралия, который располагается в 13 километрах к юго-западу от делового района Мельбурна, входящий в район местного самоуправления Хобсонс-Бей. По данным переписи населения 2016 года, в Алтоне проживало 10 762 человека.
Алтона представляет собой большую территорию, состоящую из жилых районов с низкой плотностью населения в юго-восточной части и промышленным районом в северо-западной части. В западной части пригорода, на территории залива Порт-Филлип, для купания пригодно два пляжа: Уильямстаун и Алтона, которые являются ключевыми достопримечательностями.
Алтона берёт своё название от независимого в то время немецкого города Альтона, который с 1938 года является районом Гамбурга.

## История
До прихода европейцев район Алтона был населён аборигенами племени  Kurung Jang Balluk из клана Woiwurrung.
Впервые Алтона была окончательно заселена в 1842 году, когда Альфред Лэнгхорн построил усадьбу.  Название Алтона впервые появилось на картах в 1861 году, благодаря немцу Фредерику Тэгтоу, родом из Альтоны. Тэгтоу считал, что в этом районе можно найти месторождение угля, и в 1881 году он основал геологоразведочную Компанию Уилльямстаун (Тэгтоу). C 1886 года жильё в Алтоне и улице Мертон было продано. К 1901 году правительство Виктории расположило на западе Алтоны запас взрывчатых веществ.
20 февраля 1911 года Джей Джей Хэммонд совершил первый международный перелёт между городами Австралии из Алтоны в Джилонг в штате Виктория, а 23 февраля из Алтоны он совершил первый пассажирский рейс в Австралии.
Добыча угля составляла основу местной экономики с 1908 по 1919 год. В 1930 году в Латроб-Валли была развита открытая добыча угля.
К 1918 году населения было достаточно, чтобы оправдать создание почтового отделения, которое открылось 14 января 1918 года. 
Как и в остальной части Мельбурна, после Второй мировой войны в Алтону хлынул большой поток иммигрантов, большей частью из Средиземноморья, Центральной Европы, меньшей со — среднего Востока.
С 1862 года Алтона была городом в графстве Уэрриби. В 1957 году округ Алтонского графства,  включавший в себя саму Алтону, Алтону Северную и Алтону Медоуз, был разделён и стал городом Алтона в 1968 году. Хобсонс-Бей был объединён в город в июне 1994 года в рамках объединения местных органов власти, предпринятого Премьером Джефом Кеннетом.  

## Политика
С 24 июня 2010 года в Алтоне проживала Джулия Гиллард — первая женщина-премьер-министр Австралии. Гиллард была избрана правящей Австралийской лейбористской партией с целью заменить Кевина Радда в качестве лидера партии, сделав её 27-м премьер-министром Австралии.

## Население
По данным переписи населения 2016 года, в Алтоне проживало 10 762 человека. Согласно данным, уроженцами Австралии являлись 64,6 % людей. Следующими наиболее распространенными странами рождения были Англия 4,8 %, Новая Зеландия 2,3 %, Мальта 2,1 %, Индия 1,7 % и Италия 1,6 %. У себя дома 73,3 % населения общались только по-английски. Процент количества людей общающихся в домашней обстановке на других языках: итальянский 2,3 %, мальтийский 2,2 %, мандаринский 1,7 %, вьетнамский 1,3 % и греческий 1,3 %. Наиболее распространёнными ответами на вопрос о религии были ответы «не придерживаюсь определённой религии» — 33,2 %, «католик» — 30,5 % и «Англиканец» — 8,9 %.

## Сады и парки
В Алтоне находится множество парков и садов, в их числе важные природоохранные зоны и водно-болотистые угодья вдоль берегов Порт-Филлипа. В этих зонах отдыхают как местные жители, так и приезжие туристы. Наиболее значимые:
- Kororoit Creek
- Cherry Lake
- Altona Coastal Park
- Truganina Coastal Parklands

## Обучение
Четыре учреждения начального образования: начальная школа Алтоны, начальная школа Сихолм, колледж Алтоны (который недавно объединил бывший средний колледж Алтоны и начальную школу Алтона Уэст) и католическая начальная школа Сент-Мэри. В число средних школ входят колледж для девочек Маунт Сент Джозеф и колледж Алтона (Altona Secondary College изменил своё название в 2007 году).
В Алтоне есть филиал библиотеки, в котором находится Центр экологических ресурсов. Этот центр обеспечивает доступ общественности к средствам массовой информации, публикующим экологические инициативы Хобсонс-Бей, включая планы улучшения состояния окружающей среды в промышленности. 

## Культура
Фестиваль «Altona Beach» это бесплатное ежегодное мероприятие, проводимое в районе Логан-резерв (расположен на Эспланаде и включает парк Логан-резерв, часть Пирс-стрит и Эспланаду), целью которого является культурное развитие Хобсонс-Бей и западных пригородов. Программа фестиваля насыщена различными мероприятиями: вечерний уличный парад, пляжный рынок, тур на двухэтажном автобусе, выступление профессиональных артистов, парад королевских военно-воздушных сил Австралии, а так же салюты с пирса Алтоны.
Фестиваль Алтона-Бич ранее был известен как фестиваль «Бейсайд» или «операция рекреация», некоторые жители до сих пор используют старые названия. В 2007 году состоялось 30-летие мероприятия. Фестиваль пользовался недолгим периодом популярности в 2002 году, после показа на австралийском канале GTV выпусков программ о путешествиях, организованных Джеффом Коксом. С лёгкостью добраться до фестиваля помогут автобусы и пригородные пассажирские поезда, поскольку мероприятие проходит в нескольких минутах ходьбы от станции Алтона. Молодёжные скаутские ассоциации Австралии являются главными знаменитостями на парадах и других общественных мероприятиях.
Altona City Theatre это продюсерская компания, базирующаяся в театре Altona Civic, которая ежегодно выпускает два крупных мюзикла и одно небольшое представление пантомимы. Изначально пантомима была приурочена к фестивалю Бейсайд, и изначально планировалось как дебют молодых режиссеров. Одна из молодёжных скаутских ассоциаций в базируются или в своём офисе в самом Алтоне, а другая — в «Соснах», старом лагере, принадлежащем городу Хобсонс-Бей.

## Спорт
В Алтоне немало спортивных команд, по австралийскому футболу, Футболу, хоккею, баскетболу, крикету и лякроссу. Мельбурнский бейсбольный стадион это бейсбольный комплекс, расположенный на Западе Алтоны.
Алтону представляют многие  профессиональный клубы, в том числе футбольная команда Altona Magic, которая в настоящее время выступает в Лиге штата Виктория Дивизиона 1, которая является третьей по уровню в Австралии после A-Лиги и Премьер-Лиги Виктории. Команда Алтоны по сокеру играет в Лиге штата Виктория Дивизиона 2 N/W. Команда по австралийскому футболу из Алтоны выступает в Западной региональной футбольной Лиге.
«Алтона Рустерс» — местная команда регбийной лиги Виктории, предком которой была «Лофт Резерв» из соседнего Ньюпорта.
Гольфисты играют на поле гольф-клуба Kooringal на проспекте Вильга.
Район пляжа к западу от пирса Алтоны, одно из самых популярных мест в Мельбурне для кайтсерфинга.

## Транспорт

### Железнодорожный транспорт
В Алтоне есть две железнодорожные станции, Алтона и Вестона, которые находятся на городской кольцевой линии. Это одна из двух линий, обе из которых проходят между станциями Ньюпорт и Лавертон (другая ведет по прямой от Ньюпорта до Лавертона, вдоль бывшей железнодорожной линии Джилонг, расположенной вдоль северной границы Алтоны). Ранние утренние и поздние вечерние направления, а также все направления по выходным дням на кольцевой линии Алтоны обслуживает оператор Уэрриби. В остальное время, на кольцевой линии работает Лавертон сервисес.

### Автобусы
- Маршрут 411: от станции Лавертон до Футскрей (через Алтону-Медоуз (пригород Мельбурна) и Алтону)
- Маршрут 412: от станции Лавертон до Футскрей (через Алтону-Медоуз и Алтону)
- Маршрут 415: от станции Лавертон до Уильямстауна (через Алтону)
- Маршрут 903: от Алтоны до Мордиаллока (служба общественного транспорта SMARTBUS)
- Маршрут 944: от Алтоны до Пойнт Кук (ночные автобусные маршруты)

### Прочий транспорт
Прибрежная тропа Хобсонс-Бей это маршрут для велосипедистов и пешеходов, который проходит вдоль побережья через Алтону и петляет вокруг озера Черри. Большинство крупных дорог сопровождаются велопешеходными дорожками.

## Промышленность
Местная промышленность включает нефтехимическое хранение, производство и распределение. Нефтехимический комплекс Алтона был создан в начале 1960-х годов, используя сырьё с близлежащего нефтеперерабатывающего завода Алтона, а затем газовых месторождений Бассовова пролива для производства широкого спектра продукции для химической и пластмассовой промышленности. Комплекс вырос до крупнейшей нефтехимической установки в Южном полушарии, и включает в себя крупнейшие мировые химические компании, такие как Dow Chemical, Union Carbide, Hoechst, BFGoodrich и BASF. Это было главной экологической проблемой для жителей в 1970-х и 1980-х годах. Однако строгий экологический контроль и местные проекты с участием промышленности, правительства и экологических групп уменьшили эту нагрузку, очистив прибрежные районы, которые когда-то были заброшены.
Алтона известна заводом Toyota, на котором производились модели Camry и Aurion, причем 80 % автомобилей, производимых на этом заводе, предназначались для мирового рынка. Завод был закрыт в 2017 году.